# غسان معتوق
غسان معتوق هو لاعب كرة قدم سوري، ولد في 30 أبريل 1977 في دمشق في سوريا. لعب مع Niki Volos F.C. ‏.